# Mundialito de Clubs
Mundialito de Clubs (z wł. Klubowe małe mistrzostwa świata) – międzynarodowy towarzyski klubowy turniej piłkarski rozgrywany regularnie co dwa lata latem od 1981 do 1987 na stadionie San Siro w Mediolanie (Włochy), z wyjątkiem edycji 1985, która odbyła się na stadionie Dino Manuzzi w Cesenie.
Pierwsze dwie edycje nazywały się Coppa Super Clubs lub Coppa Supermondiale Clubs, a ostatnia Coppa delle Stelle.
W turnieju mogli uczestniczyć dwa mediolańskie zespoły oraz co najmniej 3 inne zespoły z Europy i Ameryki Południowej, które co najmniej raz zdobyli Puchar Interkontynentalny. W pierwszych dwóch edycjach brało udział 3 europejskich i 2 południowoamerykańskich zespołów.
Trzecia edycja miała odbyć się w Mediolanie na San Siro w czerwcu 1985, ale została odwołana z powodu ostatnich tragicznych wydarzeń, które miały miejsce 29 maja tego samego roku na stadionie Heysel w Brukseli przed finałem Ligi Mistrzów 1984/1985, pomiędzy Juventusem i Liverpoolem, gdzie zginęło trzydzieści dziewięć osób, w dodatku dwa mediolańskie zespoły musiały rywalizować w rundzie końcowej (ćwierćfinały, półfinały i finały) Pucharu Włoch 1984/85, które zawsze odbywały się od 12 czerwca do 3 lipca. Turniej został zorganizowany w Cesenie, w którym wzięły udział zaledwie 4 zespoły: Penarol, Santos, International oraz Independiente.
W 1987 roku odbyła się ostatnia czwarta edycja. Zespoły z Ameryki Południowej odmówiły udziału, dlatego zostały zaproszony zespoły które zdobyły europejskiej puchary w ostatnich sezonach. Ale i tak nie wszystkie zespoły mogli przyjechać na turniej - Paris Saint-Germain F.C. zamienił Olympique Marsylia, FC Porto zamienił Dynamo Kijów, a FC Barcelona zamienił Juventus F.C.
W turnieju występowały pięć drużyn. Każdy zespół grał systemem kołowym 4 mecze trwające 90 minut. W turnieju zwyciężała drużyna, która zdobyła najwięcej punktów. W przypadku takiej samej ich ilości decydowała większa ilość zwycięstw w bezpośrednich spotkaniach.

## Finały
| Edycja | Rok  | Zwycięzca      | Wicemistrz    | 3 miejsce      | 4 miejsce    | 5 miejsce           |
| ------ | ---- | -------------- | ------------- | -------------- | ------------ | ------------------- |
| I      | 1981 | Inter Mediolan | Santos FC     | A.C. Milan     | Feyenoord    | Peñarol             |
| II     | 1983 | Juventus F.C.  | CR Flamengo   | Peñarol        | A.C. Milan   | Inter Mediolan      |
| III    | 1985 | Peñarol        | Independiente | Inter Mediolan | Santos FC    | -                   |
| IV     | 1987 | A.C. Milan     | FC Porto      | Inter Mediolan | FC Barcelona | Paris Saint-Germain |

## Statystyki
| Lp.  | Klub           | Zdobywca | Finalista | Lata triumfów |
| ---- | -------------- | -------- | --------- | ------------- |
| 1.   | Inter Mediolan | 1        | 0         | 1981          |
| 2.   | Juventus F.C.  | 1        | 0         | 1983          |
| 3.   | Peñarol        | 1        | 0         | 1985          |
| 4.   | A.C. Milan     | 1        | 0         | 1987          |
| 5-8. | Santos FC      | 0        | 1         |               |
|      | CR Flamengo    | 0        | 1         |               |
|      | Independiente  | 0        | 1         |               |
|      | FC Porto       | 0        | 1         |               |